# Stanislaw Filimonow
Stanislaw Gennadjewitsch Filimonow (russisch Станислав Геннадьевич Филимонов; * 7. Juni 1979 in Alma-Ata) ist ein ehemaliger kasachischer Skispringer.

## Werdegang
Sein erstes internationales Springen absolvierte Filimonow zur Nordischen Skiweltmeisterschaft 1997 in Trondheim. Die Ergebnisse waren mit Platz 52 auf der Normal- und Platz 56 auf der Großschanze eher enttäuschend für ihn. Am 11. Januar 1998 bestritt er in Ramsau am Dachstein sein erstes Weltcup-Springen und beendete dieses auf dem 50. Platz.
Bei den Olympischen Winterspielen 1998 in Nagano war er mit 18 Jahren der jüngste Teilnehmer des kasachischen Teams und erreichte von der Normalschanze den 32. und von der Großschanze den 25. Platz. Im Teamspringen wurde er gemeinsam mit Dmitri Tschwykow, Pawel Gaiduk und Alexander Kolmakow 13.
Bei der Nordischen Skiweltmeisterschaft 1999 in Ramsau am Dachstein kam Filimonow auf der Großschanze auf den 53. und auf der Normalschanze auf den 63. Platz. 2000 und 2001 konnte er jeweils im Teamweltcup-Springen Lahti beziehungsweise Kuopio in die Top 10 springen und erreichte mit der Mannschaft den 9. Platz. Bei den Springen zur Nordischen Skiweltmeisterschaft 2001 in Lahti erreichte er jedoch auf der Groß- und auch auf der Normalschanze mit dem Team nur den 11. und damit letzten Platz. Im Einzelspringen auf der Normalschanze landete er am Ende auf dem 43. Platz. Am 15. Dezember 2001 gelang Filimonow beim Weltcup-Springen in Engelberg mit Platz 28 erstmals der Sprung in die Weltcup-Punkte. Auch eine Woche später in Predazzo konnte er erneut in die Punkte springen und beendete so die Weltcup-Saison 2001/02 als seine erfolgreichste auf dem 74. Platz in der Gesamtwertung.
Bei den Olympischen Winterspielen 2002 in Salt Lake City erreichte er mit Platz 32 auf der Normalschanze und Platz 30 auf der Großschanze überraschend gute Ergebnisse. Mit der Mannschaft wurde er jedoch im Teamspringen erneut nur 13. Zur Nordischen Skiweltmeisterschaft 2003 in Val di Fiemme stand er nochmals im Teamaufgebot für Kasachstan. Gemeinsam mit Pawel Gaiduk, Maxim Polunin und Radik Schaparow belegte er am Ende den 11. Platz.
Am 8. März 2003 beendete Filimonow nach einem neunten Platz im Team-Weltcup in Oslo seine aktive Skisprungkarriere.